# Leptothrix hardyi
Leptothrix hardyi és una espècie d'aranya araneomorfa de la subfamília Erigoninae, dins de la família Linyphiidae. És l'únic membre del gènere monotípic Leptothrix.
Fou descrita per primera vegada per Anton Menge l'any 1869. És un endemisme de la zona paleàrtica.
És sinònim del gènere Phaulothrix Bertkau, 1885